# Richard Russo
Richard Russo (* 15. července 1949 Johnstown) je americký spisovatel, romanopisec, scenárista a pedagog.

## Život a vzdělání
Russo se narodil v Johnstownu v New Yorku a vyrůstal v blízkém Gloversville. Získal bakalářský diplom, rovněž se později stal magistrem výtvarného umění a doktorem filosofie na Univerzitě v Arizoně, kterou navštěvoval od roku 1967 do roku 1979. Tématem jeho disertační práce bylo dílo amerického spisovatele, historika a editora Charlese Brockdena Browna.

## Kariéra
V době vydání jeho prvního románu Mohawk v roce 1986 vyučoval na fakultě anglického jazyka na Southern Illinois University Carbondale. Mnoho z jeho děl je částečně autobiografických, zaměřujících se na jeho život, kdy vyrůstal v severním New Yorku až do doby, než začal učit literaturu na Colby College (následně odešel do důchodu).
Jeho román z roku 2001 nazvaný Zánik Empire Falls vyhrál v následujícím roce Pulitzerovu cenu za fikci. Napsal pak sedm jiných románů, soubor krátkých povídek a memoár (Elsewhere). Jeho krátký příběh „Horseman“ byl publikován mezi The Best American Short Stories 2007, kde edičně působil Stephen King a Heidi Pitlor.
Russo také napsal film Twilight z roku 1998, režírovaný Robertem Bentonem. Benton adaptoval Russovu knihu Nobody's Fool do stejnojmenného filmu v roce 1994 a obsadil do hlavní role Paula Newmana. Russo také napsal scénář k televiznímu filmu Zánik Empire Falls od HBO, scénář k filmu Harvest (2005) a scénář k snímku Univerzální uklízečka (2005), v hlavní roli s Rowanem Atkinsonem.

## Osobní život
Russo žije se svojí ženou v Maine v Portlandu a zimy tráví v Bostonu. Mají dvě dcery, Kate a Emily.

## Dílo
- Mohawk (Vintage Books, 1986)
- The Risk Pool (Random House, 1988)
- Nobody's Fool (Random House, 1993)
- Straight Man (Random House, 1997)
- Zánik Empire Falls (anglicky Empire Falls; Alfred A. Knopf, 2001)
- The Whore's Child and Other Stories (Alfred A. Knopf, 2002)
- Bridge of Sighs (Alfred A. Knopf, 2007)
- That Old Cape Magic (Alfred A. Knopf, 2009)
- Interventions (s ilustrátorkou Kate Russo; Down East Books, 2012)
- Elsewhere: A Memoir (Alfred A. Knopf, 2012)
- Everybody's Fool (Alfred A. Knopf, May 3, 2016)
- Trajectory: Stories (Alfred A. Knopf, 2017)
- The Destiny Thief: Essays on Writing, Writers and Life (Alfred A. Knopf, 2018)
- Šance tu je... (anglicky Chances Are...; Alfred A. Knopf, 2019)

## Filmografie
- Monsters (1989) (TV)
- Nobody's Fool (1994) (podle autorova románu)
- Twilight (s Robertem Bentonem) (1998)
- The Flamingo Rising (2001) (TV)
- Brush with Fate (2003) (TV)
- Zánik Empire Falls (2005) (TV)
- The Ice Harvest (s Robertem Bentonem) (2005)
- Univerzální uklízečka (s Niallem Johnsonem) (2005)